# گولدن کایالار کوزوباشی‌اوغلو
گولدن کایالار کوزوباشی‌اوغلو (انگلیسی: Gülden Kayalar Kuzubaşıoğlu؛ زادهٔ ۵ دسامبر ۱۹۸۰) بازیکن والیبال زن اهل ترکیه است.
از باشگاه‌هایی که در آن بازی کرده‌است می‌توان به باشگاه والیبال اجزاجی‌باشی اشاره کرد.